# Premier Soccer League
De Premier Soccer League is de hoogste Zuid-Afrikaanse voetbalcompetitie die onder auspiciën van de South African Football Association wordt georganiseerd. 
De Premier Soccer League is opgericht in 1996 door Kaizer Motaung, Jomo Sono, Irvin Khoza en Raymond Hack. Manning Rangers was de eerste club die de Premier League Soccer wist te winnen. Er spelen zestien clubs mee en de clubs die degraderen gaan naar de National First Division de  voetbalcompetitie op het tweede niveau. Internationaal plaats de kampioen zich voor de CAF Champions League.
Mamelodi Sundowns won de meeste titels (8). De clubs die deze competitie winnen ontvangen 2,6 miljoen Rand. 

## Naamgeving
| Jaren     | Sponsor      | Officiële competitienaam |
| --------- | ------------ | ------------------------ |
| 1996–2007 | Castle Lager | Castle Premiership       |
| 2007–2020 | ABSA         | ABSA Premiership         |
| 2020–2024 | DStv         | DStv Premiership         |
| 2024–0000 | Betway       | Betway Premiership       |

## Kampioenen
| Seizoen | D. | Kampioen               | Statistieken | Statistieken | Statistieken | Statistieken | Statistieken | Trainer                                 |
| Seizoen | D. | Kampioen               | W.           | O.           | G.           | V.           | P.           | Trainer                                 |
| ------- | -- | ---------------------- | ------------ | ------------ | ------------ | ------------ | ------------ | --------------------------------------- |
| 1996/97 | 18 | Manning Rangers        | 34           | 23           | 5            | 6            | 74           | Gordon Igesund                          |
| 1997/98 | 18 | Mamelodi Sundowns      | 34           | 19           | 11           | 4            | 68           | Ted Dumitru                             |
| 1998/99 | 18 | Mamelodi Sundowns (2)  | 34           | 23           | 6            | 5            | 75           | Ted Dumitru (2)                         |
| 1999/00 | 18 | Mamelodi Sundowns (3)  | 34           | 23           | 6            | 5            | 75           | Paul Dolezar                            |
| 2000/01 | 18 | Orlando Pirates        | 34           | 16           | 13           | 5            | 61           | Gordon Igesund (2)                      |
| 2001/02 | 18 | Santos                 | 34           | 18           | 10           | 6            | 64           | Gordon Igesund (3)                      |
| 2002/03 | 16 | Orlando Pirates (2)    | 30           | 18           | 7            | 5            | 61           | Roy Barreto                             |
| 2003/04 | 16 | Kaizer Chiefs          | 30           | 18           | 9            | 3            | 63           | Ted Dumitru (3)                         |
| 2004/05 | 16 | Kaizer Chiefs (2)      | 30           | 17           | 11           | 2            | 62           | Ted Dumitru (4)                         |
| 2005/06 | 16 | Mamelodi Sundowns (4)  | 30           | 16           | 9            | 5            | 57           | Neil Tovey Miguel Gamondi               |
| 2006/07 | 16 | Mamelodi Sundowns (5)  | 30           | 18           | 7            | 5            | 61           | Gordon Igesund (4)                      |
| 2007/08 | 16 | SuperSport United      | 30           | 16           | 6            | 8            | 54           | Gavin Hunt                              |
| 2008/09 | 16 | SuperSport United (2)  | 30           | 16           | 7            | 7            | 55           | Gavin Hunt (2)                          |
| 2009/10 | 16 | SuperSport United (3)  | 30           | 16           | 9            | 5            | 57           | Gavin Hunt (3)                          |
| 2010/11 | 16 | Orlando Pirates (3)    | 30           | 17           | 9            | 4            | 60           | Ruud Krol                               |
| 2011/12 | 16 | Orlando Pirates (4)    | 30           | 17           | 7            | 6            | 58           | Augusto Palacios                        |
| 2012/13 | 16 | Kaizer Chiefs (3)      | 30           | 15           | 12           | 3            | 57           | Stuart Baxter                           |
| 2013/14 | 16 | Mamelodi Sundowns (6)  | 30           | 20           | 5            | 5            | 65           | Pitso Mosimane                          |
| 2014/15 | 16 | Kaizer Chiefs (4)      | 30           | 21           | 6            | 3            | 69           | Stuart Baxter (2)                       |
| 2015/16 | 16 | Mamelodi Sundowns (7)  | 30           | 22           | 5            | 3            | 71           | Pitso Mosimane (2)                      |
| 2016/17 | 16 | Bidvest Wits           | 30           | 18           | 6            | 6            | 60           | Gavin Hunt (4)                          |
| 2017/18 | 16 | Mamelodi Sundowns (8)  | 30           | 18           | 6            | 6            | 60           | Pitso Mosimane (3)                      |
| 2018/19 | 16 | Mamelodi Sundowns (9)  | 30           | 16           | 11           | 3            | 59           | Pitso Mosimane (4)                      |
| 2019/20 | 16 | Mamelodi Sundowns (10) | 30           | 17           | 8            | 5            | 59           | Pitso Mosimane (5)                      |
| 2020/21 | 16 | Mamelodi Sundowns (11) | 30           | 19           | 10           | 1            | 67           | Manqoba Mngithi Rhulani Mokwena         |
| 2021/22 | 16 | Mamelodi Sundowns (12) | 30           | 19           | 8            | 3            | 65           | Manqoba Mngithi (2) Rhulani Mokwena (2) |
| 2022/23 | 16 | Mamelodi Sundowns (13) | 30           | 21           | 7            | 2            | 70           | Rhulani Mokwena (3)                     |
| 2023/24 | 16 | Mamelodi Sundowns (14) | 30           | 22           | 7            | 1            | 73           | Rhulani Mokwena (4)                     |
| 2024/25 | 16 | Mamelodi Sundowns (15) | 28           | 24           | 1            | 3            | 73           | Miguel Cardoso                          |
| 2025/26 | 16 |                        |              |              |              |              |              |                                         |

### Statistieken

#### Titels per club
| Team              | T. | Jaren kampioen |
| ----------------- | -- | --- |
| Mamelodi Sundowns | 15 | 1997/98, 1998/99, 1999/00, 2005/06, 2006/07, 2013/14, 2015/16, 2017/18, 2018/19, 2019/20, 2020/21, 2021/22, 2022/23, 2023/24, 2024/25 |
| Kaizer Chiefs     | 4  | 2003/04, 2004/05, 2012/13, 2014/15 |
| Orlando Pirates   | 4  | 2000/01, 2002/03, 2010/11, 2011/12 |
| SuperSport United | 3  | 2007/08, 2008/09, 2009/10 |
| Bidvest Wits      | 1  | 2016/17 |
| Santos            | 1  | 2001/02 |
| Manning Rangers   | 1  | 1996/97 |

#### Trainers met meerdere titels
| Trainer         | T. | Jaren kampioen                              |
| --------------- | -- | ------------------------------------------- |
| Pitso Mosimane  | 5  | 2013/14, 2015/16, 2017/18, 2018/19, 2019/20 |
| Rhulani Mokwena | 4  | 2020/21, 2021/22, 2022/23, 2023/24          |
| Gavin Hunt      | 4  | 2007/08, 2008/09, 2009/10, 2016/17          |
| Ted Dumitru     | 4  | 1997/98, 1998/99, 2003/04, 2004/05          |
| Gordon Igesund  | 4  | 1996/97, 2000/01, 2001/02, 2006/07          |
| Manqoba Mngithi | 2  | 2021/22, 2022/23                            |
| Stuart Baxter   | 2  | 2012/13, 2014/15                            |

## Overzichtslijsten

### Topscorers
| Seizoen | Speler             | Club              | Goals |
| ------- | ------------------ | ----------------- | ----- |
| 1996/97 | Wilfred Mugeyi     | Bush Bucks        | 22    |
| 1997/98 | Keryn Jordan       | Manning Rangers   | 11    |
| 1998/99 | Pollen Ndlanya     | Kaizer Chiefs     | 21    |
| 1999/00 | Daniel Mudau       | Mamelodi Sundowns | 15    |
| 2000/01 | Daniel Mudau       | Mamelodi Sundowns | 15    |
| 2001/02 | Ishmael Maluleke   | Manning Rangers   | 18    |
| 2002/03 | Lesley Manyathela  | Orlando Pirates   | 18    |
| 2003/04 | Jackie Ledwaba     | Zulu Royals       | 14    |
| 2004/05 | Collins Mbesuma    | Kaizer Chiefs     | 25    |
| 2005/06 | Mame Niang         | Moroka Swallows   | 14    |
| 2006/07 | Chris Katongo      | Jomo Cosmos       | 15    |
| 2007/08 | James Chamanga     | Moroka Swallows   | 14    |
| 2008/09 | Richard Henyekane  | Golden Arrows     | 19    |
| 2009/10 | Katlego Mphela     | Mamelodi Sundowns | 17    |
| 2010/11 | Knowledge Musona   | Kaizer Chiefs     | 15    |
| 2011/12 | Siyabonga Nomvethe | Moroka Swallows   | 20    |
| 2012/13 | Katlego Mashego    | Moroka Swallows   | 14    |
| 2013/14 | Bernard Parker     | Kaizer Chiefs     | 10    |
| 2014/15 | Moeketsi Sekola    | Free State Stars  | 14    |
| 2015/16 | Collins Mbesuma    | Black Aces        | 14    |
| 2016/17 | Lebogang Manyama   | Cape Town City    | 14    |
| 2017/18 | Rodney Ramagalela  | Polokwane City    | 11    |
| 2018/19 | Gabadinho Mhango   | Orlando Pirates   | 14    |